# Two World Financial Center
Il Two World Financial Center è uno dei più grandi grattacieli di New York, si trova sulla West Street tra Liberty e Vesey Street nel Financial District di Manhattan.

## Storia
Alto 197 metri e con ben 44 piani usufruibili, è il secondo edificio più alto dei quattro del World Financial Center.
L'edificio è la sede di:
- Commerzbank
- Deloitte & Touche
- Merrill Lynch
- Nomura Group
- State Street Corporation
- Thacher Proffitt & Wood, LLP.

Il Two World Financial Center è stato fortemente danneggiato dalla caduta dei detriti quando il World Trade Center è crollato, a causa degli attacchi terroristici dell'11 settembre 2001. Pertanto l'edificio è rimasto chiuso per riparazioni fino al maggio 2002 per poi essere riaperto al pubblico dopo un accurato restauro.

## Architettura
Esso è simile nella struttura agli altri tre World Financial Center, tranne per il suo tetto che ha la forma di una cupola.
È un esempio di architettura postmoderna, progettato dal famoso architetto César Pelli, contiene oltre 2.491.000 m² di zona affittabile ed è collegato al resto del World Financial Center attraverso un cortile che porta al Winter Garden Atrium.